# Corbeil-Cerf
Corbeil-Cerf là một xã thuộc tỉnh Oise trong vùng Hauts-de-France tây bắc nước Pháp. Xã này nằm ở khu vực có độ cao trung bình 177 mét trên mực nước biển.